# Potamo
Potamo (in greco antico: Ποταμός?, Potamós) era il nome di due demi dell'Attica (Potamo superiore, in greco antico: Ποταμὸς καθύπερθεν?, Potamós kathýperthen, e Potamo inferiore, in greco antico: Ποταμὸς ὑπένερθεν?, Potamós hypénerthen) situati sulla sua costa orientale a nord di Torico, vicino alla valle dell'Ilisso. Potamo superiore si trovava nei pressi dell'attuale monastero Cesariano e Potamo inferiore vicino a Panepistimioupolis.

## Descrizione
Un tempo la zona era piuttosto popolosa e, secondo la tradizione, conteneva il sepolcro di Ione.
Il demo era collocato da Leake presso le rovine di Paleokastro o Evreokastro, situate su un'altura circondata da torrenti, tre chilometri a sud-ovest di Dhaskaliò, leggermente a sud del villaggio di Dardheza. Il suo porto era probabilmente nella moderna Dhaskaliò ed probabilmente fu quello che ospitò la flotta peloponnesiaca durante la guerra del Peloponneso.